# Дормер, Чарльз, 2-й граф Карнарвон
Сэр Чарльз Дормер из Уинга, 3-й баронет, 2-й граф Карнарвон, 2-й виконт Аскотт, 3-й барон Дормер из Уинга (англ. Sir Charles Dormer of Wing, 3rd Baronet, 2nd Earl of Carnarvon, 2nd Viscount Ascott, 3rd Baron Dormer of Winge; 25 октября 1632 — 29 ноября 1709) — английский дворянин и пэр.

## Ранняя жизнь
Родился 25 октября 1632 года. Сын Роберта Дормера, 1-го графа Карнарвона (ок. 1610—1643), и леди Энн Софии Герберт (1610—1643), дочери Филиппа Герберта, 4-го графа Пембрука. Он был крещен в церкви Святого Бенета в Лондоне 26 ноября 1632 года. Получил образование в Оксфордском университете, где в 1648 году получил степень магистра искусств.
В сентябре 1643 года после смерти своего отца Роберта Дормера в Первой битве при Ньюбери 10-летний Чарльз Дормер унаследовал все родовые титулы и владения, став потомственным главным авенором и хранителем королевских ястребов. Его мать умерла в июне, несколькими месяцами ранее.

## Карьера
Граф Карнарвон был остроумен, гостеприимен и экстравагантен. Сэмюэл Пипс записал свои высказывания о том, что Бог дает древесину, чтобы люди могли оплатить свои долги. Он редко говорил о государственных делах, но его вмешательство в дебаты Палаты лордов по поводу импичмента графу Дэнби в декабре 1678 года имело решающее значение. В речи, исполненной остроумия и юмора, он привел примеры более чем столетней давности, чтобы показать, что организация импичмента другого общественного деятеля фактически является гарантией того, что ему самому будет предъявлен импичмент, и весело призвал своих коллег-сверстников «отметить человека, который первым осмелится объявить импичмент». сбейте лорда Дэнби и посмотрите, что с ним станет". Затем лорды проголосовали не заключать Дэнби в тюрьму до тех пор, пока он не будет выслушан в свою защиту.

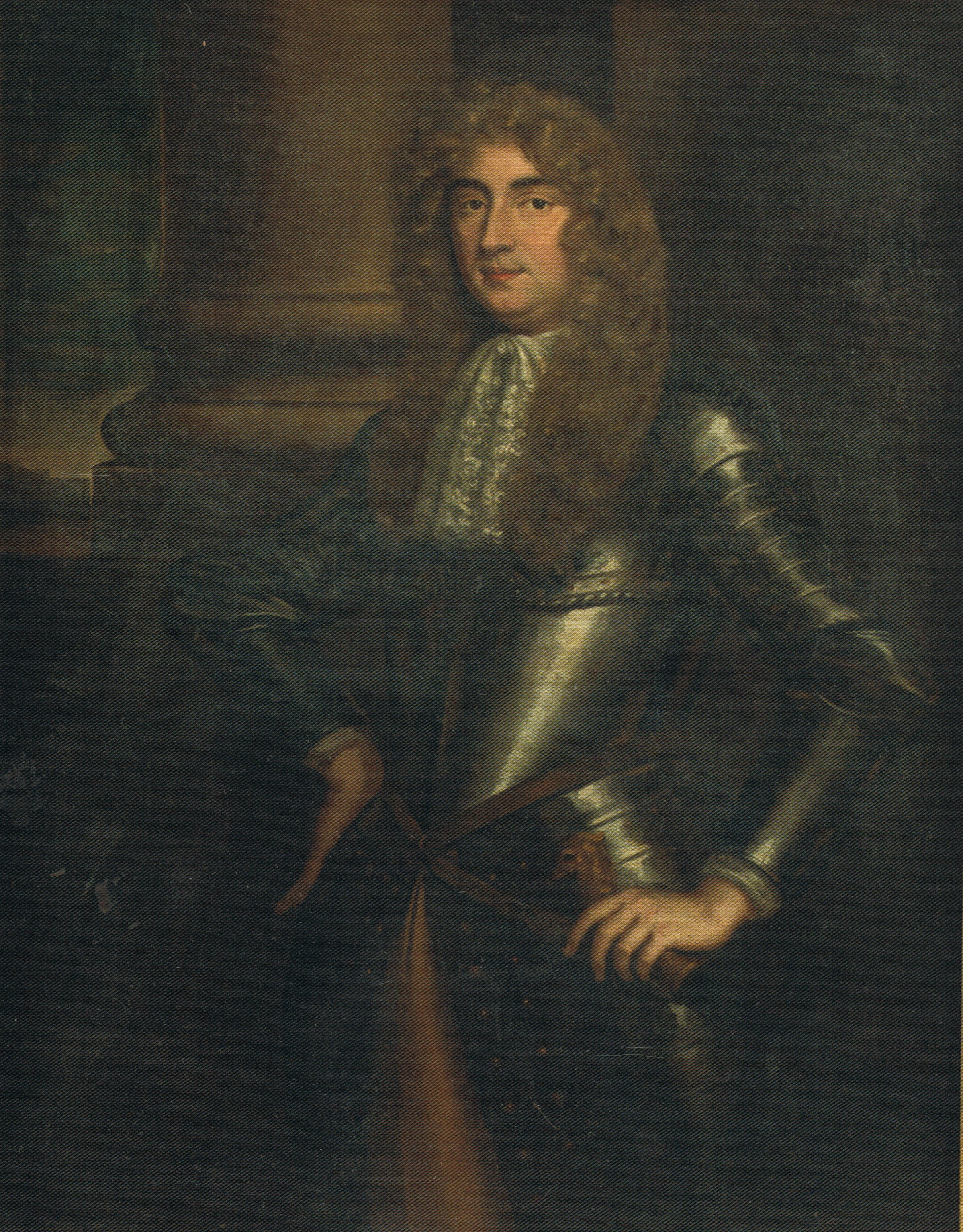
Портрет Чарльза Дормера, 2-го графа Карнарвона

Он был другом будущей королевы Анны Стюарт и был одним из немногих, кто остался верен ей после её жестокой ссоры с Вильгельмом III Оранским и Марией II, которая в 1692 году привела к её изгнанию из двора. Когда Анна помирилась с Вильгельмом после смерти его супруги Марии в 1694 году, граф Карнарвон с цинизмом отметил большие толпы людей у ее дома и выразил надежду, что она вспомнит то время, когда никто из них не навещал её.

## Браки и семья

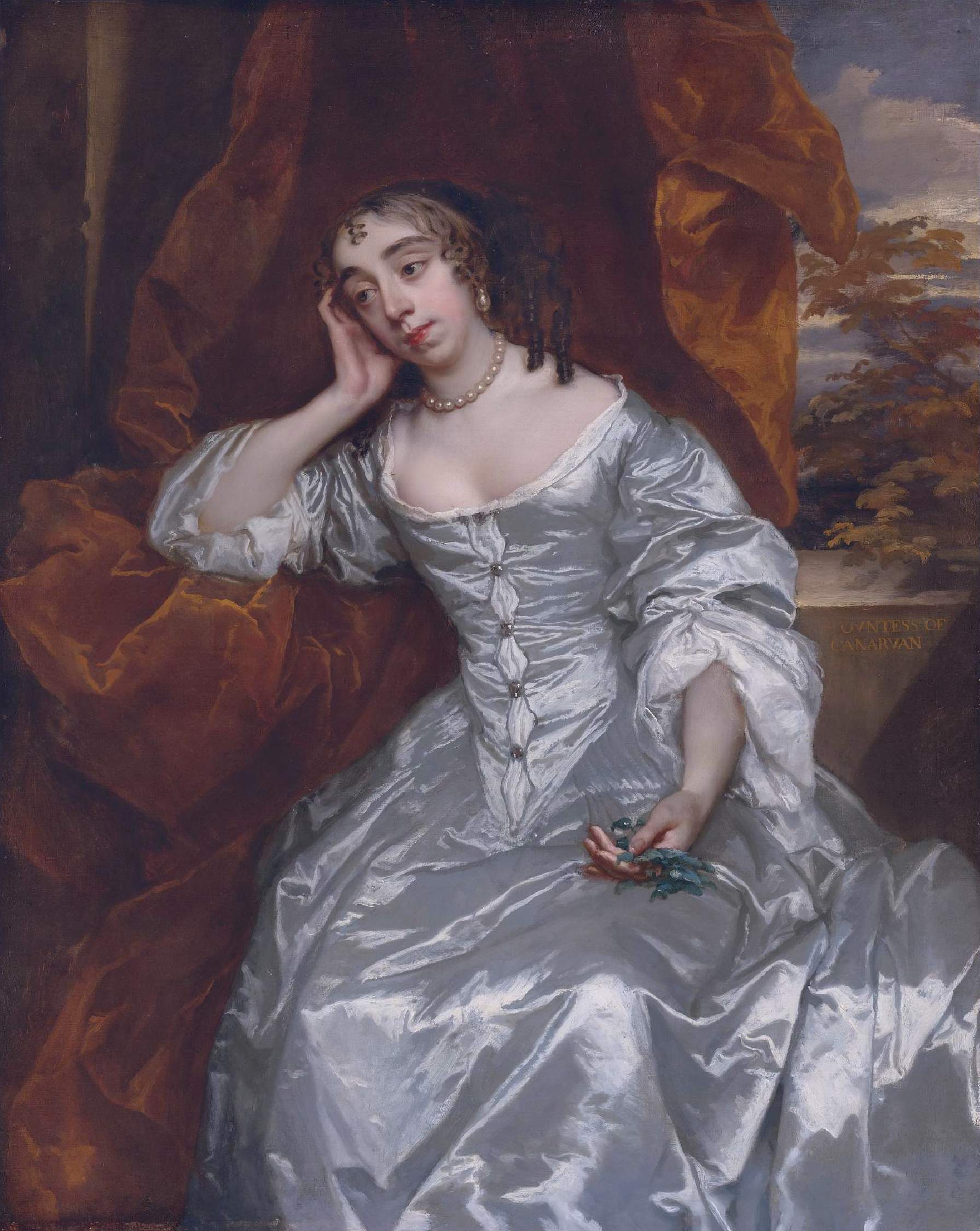
Леди Элизабет Капель (1633—1678), первая жена Чарльза Дормера, художник (Питер Лели)

Чарльз Дормер был женат дважды. Около 1653 года он женился первым браком на достопочтенной Элизабет Капель (4 июня 1633 — 30 июля 1678), дочери Артура Капеля, 1-го барона Капеля (1600—1649), и Элизабет Моррисон. У них было три дочери и один сын:
- Леди Энн София Дормер
- Леди Элизабет Дормер (1658 — 24 октября 1677), вышла замуж за Филипа Стэнхоупа, 2-го графа Честерфилда.
- Чарльз Дормер, виконт Аскотт (25 июня 1652 — до 1673). Он поступил в Крайст-Черч, Оксфорд, 22 апреля 1664 года. Он окончил Мертон-колледж Оксфордского университета в Оксфорде, Оксфордшир, Англия, 8 сентября 1665 года со степенью магистра искусств (MA)[1].
- Леди Изабелла Дормер (род. 27 августа 1663), вышла замуж за Чарльза Кута, 3-го графа Маунтрата.

Вторым браком он женился на леди Мэри Берти (1 сентября 1655 — 30 июня 1709), дочери Монтегю Берти, 2-го графа Линдси, и его второй жены Бриджит Рэй, баронессы Норрис, от брака с которой у него не было детей.

## Смерть и наследие
Он умер в Аскотт-хаусе и был похоронен в Уинге в Бакингемшире. С его смертью титулы графа Карнарвона и виконта Аскотта угасли, а титулы барона Дормера и баронета из Уинга унаследовал Роуленд Дормер (1651—1712), сын Роберта Дормера и правнук Роберта Дормера, 1-го барона Дормера.
После его смерти поместье перешло к его дочерям Элизабет и Изабелле.